# Joseph-François de Montecler
 (mars 2017).
Joseph-François de Montecler dit l'« abbé de Montecler » (né le 2 novembre 1723 et mort le 9 juin 1768 à Angers), religieux français.

## Biographie

### Origines et famille
Joseph-François de Montecler descend de la famille de Montecler, une famille de la noblesse angevine, originaire du diocèse de Mans, propriétaire du château de Montecler depuis 1658. Sa devise était : Magnus inter pares.
Il est le fils de Joseph François de Montecler, cinquième marquis de Montecler (1694-1766) et de Hyacinthe de Menon de Turbilly, marquise de la Rongère (morte le 1er mai 1742), fille de Francois Henri de Menon, comte de Turbilly et d'Henriette Antoinette de Quatrebarbes, marquise de la Rongère. Ses parents se marient en 1716.
De ce mariage naissent cinq fils et deux filles : 
- Hyacinthe-François-Georges de Montecler, né le 7 mai 1719 à Châtres-la-Forêt et mort le 5 octobre 1764 à Saint-Sulpice (Mayenne), maréchal de camp et chevalier de Saint-Louis ;
- Henri-François de Montecler, né le 19 octobre 1724 à Saint-Christophe-du-Luat, chevalier de Malte, capitaine dans le régiment de Bauffremont dragons, puis en 1763 colonel d'un régiment de dragons de son nom.
- Louis-Augustin de Montecler, né le 14 octobre 1727 ;
- Charlotte Hyacinthe Claudine Josèphe de Montecler, née le 9 septembre 1728 à Saint-Christophe-du-Luat, mariée, en 1750, à Louis-André de Lantivy ;
- Charlotte Susanne de Montecler, née le 5 avril 1730 ;
- Jean-Gaspard de Montecler, né en mars 1733, dit l'« abbé de la Rongère »

### Religion
Destiné à l'Église, il est pourvu dès l'âge de 10 ans de plusieurs bénéfices qui exigeaient la réception de la tonsure. Le 15 mars 1734, alors étudiant au Collège de Laval, il est titulaire de la chapelle de Saint-Jacques de la Masserie, desservie dans l'église de Meslay-du-Maine. Il avait été présenté à cette chapelle, ainsi qu'a celle de la Pihere, en l'église Saint-Sulpice de Courbeveille, par Hyacinthe de Quatrebarbes, sieur de la Sionniere et d'Argenton, et, en cette qualité, présentateur à ces deux bénéfices.
Il devient prieur commendataire de Changé en 1738. Il était en outre prieur de Maisoncelles, et de la Rongère. En 1746, on lui rendit compte du produit du temporel de Maisoncelles.
Docteur en théologie, il est pourvu en commende de l'abbaye Saint-Pierre d'Uzerche en 1759, en place de Claude-Antoine-François Jacquemet-Gaultier d'Ancyse, promu évêque de Luçon. II assiste en 1765, a une audience de la Sénéchaussée d'Uzerches.
Grand vicaire d'Angers, archidiacre de Saint-Maurice d'Angers, le 18 mars 1750, il devient grand doyen de la même église, le 10 janvier 1753. II est le bras droit de l'évêque d'Angers, Jean de Vaugirault (1731-1758). Il s'occupe de l'administration du diocèse et est élu député a l'Assemblée du Clergé.
Il est membre de l'Académie des sciences, belles-lettres et arts d'Angers en 1750, et le premier inscrit sur la liste du Bureau d'Agriculture d'Angers.
À la mort de Jean de Vaugirault, il est pressenti pour lui succéder comme évêque, mais il est écarté. Les membres du Parlement, partisan du jansénisme, le soupçonnaient d'avoir fait imprimer une réfutation de leurs Remontrances en faveur de l'hérésie. Louis XV désigne l'abbé de Montecler pour succéder à Charles Louis de Froulay comme évêque du Mans ; mais on fit entendre au roi que Le Mans était partisan du jansénisme, et que donc cette nomination y causerait des troubles. Le roi retira alors sa nomination. Il devient grand archidiacre d'Angers, le 7 juin 1768, et meurt deux jours après.

### Sources
- Louis Marie Henri Guiller, Recherches sur Changé-les-Laval, tome 1, - .
- François-Augustin Gérault, Notice sur la famille, et le château de Montecler. Mémorial de la Mayenne, volume 2.